# Hoffmannseggia humilis
Hoffmannseggia humilis är en ärtväxtart som först beskrevs av Martin Martens och Henri Guillaume Galeotti, och fick sitt nu gällande namn av William Botting Hemsley. Hoffmannseggia humilis ingår i släktet Hoffmannseggia och familjen ärtväxter. Inga underarter finns listade i Catalogue of Life.